# Dmitry Fuchs
Dmitry Borisovich Fuchs (também: D. B. Fuks, em russo:  Дмитрий Борисович Фукс, em alemão Dmitri Borissowitsch Fuchs; Kasan, SFSR, 30 de setembro de 1939) é um matemático russo-estadunidense, que trabalha principalmente com teoria da representação de grupos de Lie de dimensão infinita e com topologia.
Foi palestrante convidado do Congresso Internacional de Matemáticos em Helsinque (1978: New results on the characteristic classes of foliations).

## Obras
- com Anatoli Fomenko, Viktor L. Gutenmacher: Homotopic topology. Akadémiai Kiadó, Budapest 1986, ISBN 963-05-3544-0.
- Cohomology of infinite-dimensional Lie algebras. Consultants Bureau, New York NY u. a. 1986, ISBN 0-306-10990-5.
- Singular vectors over the Virasoro Algebra and extended Verma Modules. In: Dmitry Fuchs (Hrsg.): Unconventional Lie Algebras (= Advances in Soviet Mathematics. Bd. 17). American Mathematical Society, Providence RI 1993, ISBN 0-8218-4121-1, S. 65–74.
- com Serge Tabachnikov: Mathematical omnibus. Thirty lectures on classic mathematics. American Mathematical Society, Providence RI 2007, ISBN 978-0-8218-4316-1 (In deutscher Sprache: Ein Schaubild der Mathematik. 30 Vorlesungen über klassische Mathematik. Springer, Berlin u. a. 2011, ISBN 978-3-642-12959-9).